# 文教大学
文教大学（ぶんきょうだいがく、英語: Bunkyo University）は、 埼玉県越谷市に本部を置く日本の私立大学。学校法人文教大学学園が運営する。学校教員養成に力を入れている大学であり、公立学校の教員採用人数は全国一位である。キャンパスは越谷キャンパスの他に足立区のあだちキャンパスと、神奈川大学茅ヶ崎市の湘南キャンパスがある。

## 概要

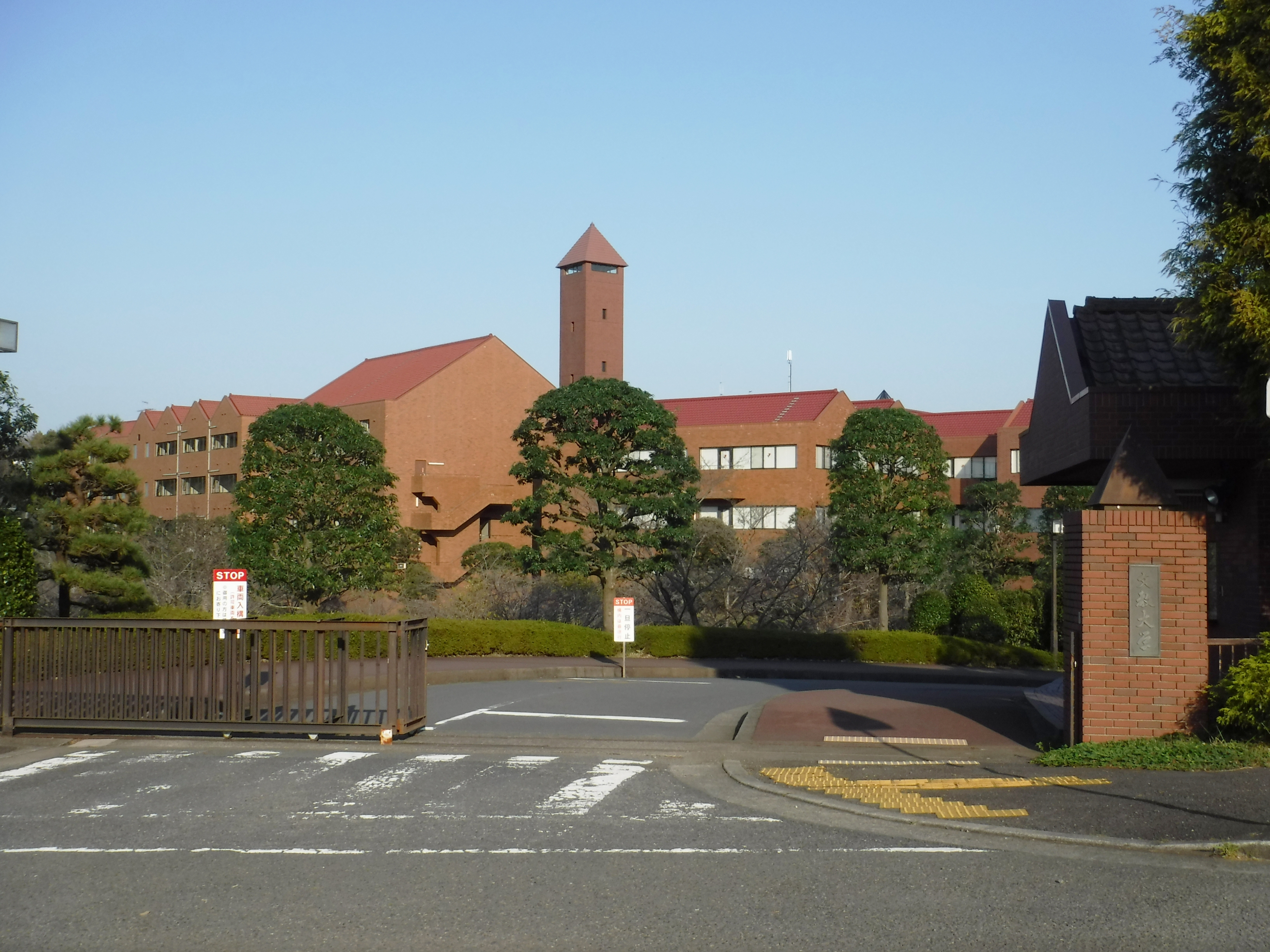
湘南キャンパス

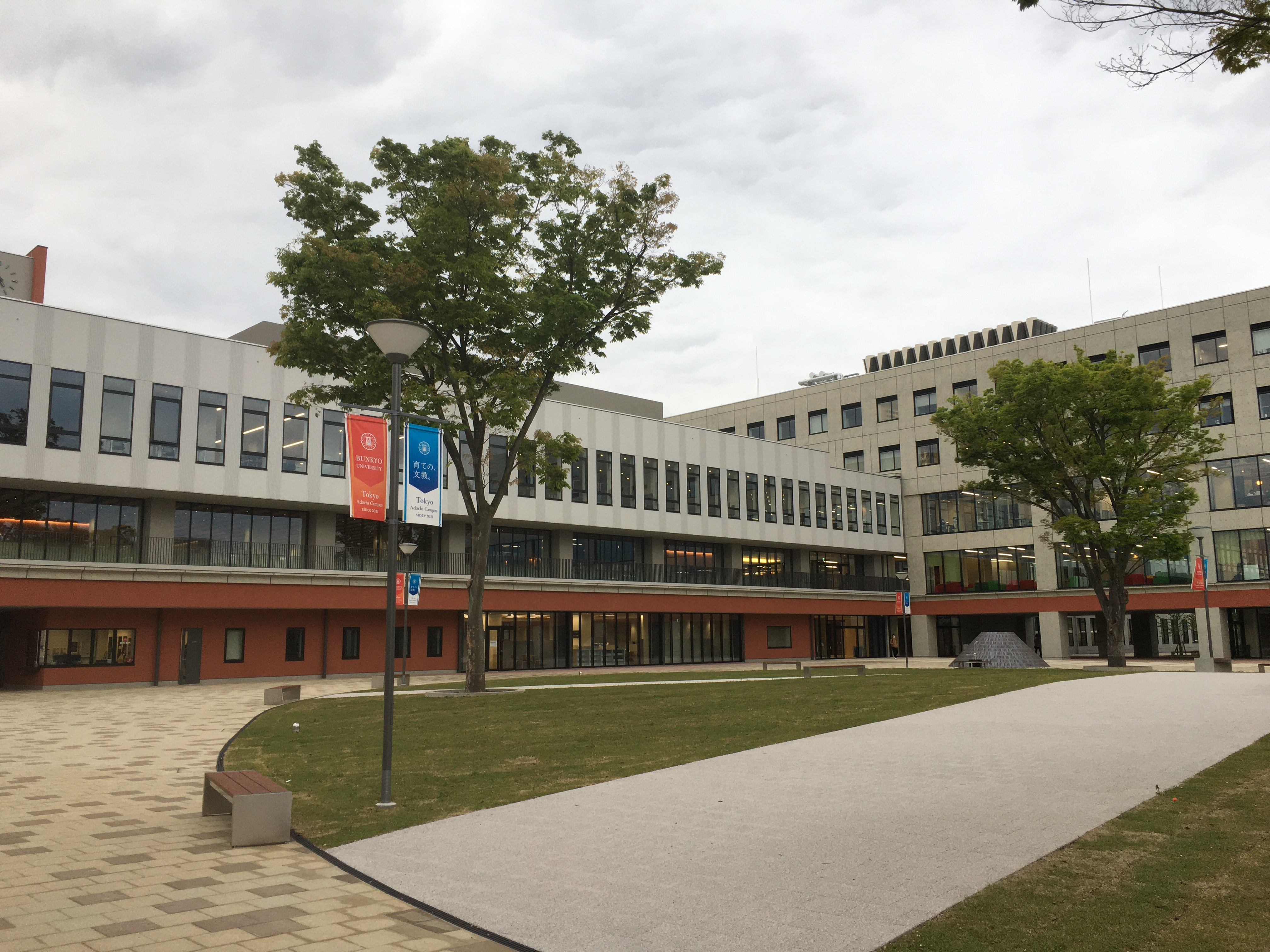
東京あだちキャンパス

立正裁縫女学校開設日の10月17日を創立記念日とする。学校法人文教大学学園本部は東京都品川区旗の台、文教大学本部は埼玉県越谷市南荻島に所在する。
越谷市に越谷キャンパス、茅ヶ崎市に湘南キャンパス、足立区に東京あだちキャンパスを設ける。情報学部は1980年（昭和55年）に開設され、学部組織として「情報学部」は日本初で、人間科学部は私立大学で初めて開設された学部である。
建学精神は「人間愛」、キャッチコピーは「育ての、文教。」とする。
国内各地に「文教」の名称を含む北海道文教大学、東北文教大学、愛知文教大学、京都文教大学、広島文教大学があるが、本学と一切の関係はない。

## 沿革

### 略歴
仏教学者で日蓮宗の僧侶であった馬田行啓と、戦後日本の私学復興に大きな功績を残した小野光洋が、1927年に立正裁縫女学校と立正幼稚園からなる立正学園を創立したことに始まる。1966年（昭和41年）に立正女子大学として開学し、埼玉県越谷市に越谷キャンパスを設置。1976年（昭和51年）に名称を文教大学に改め、1977年に男女共学化した。1983年（昭和58年）に、設置者の学校法人立正学園が学校法人文教大学学園に改称。1985年（昭和60年）に、神奈川県茅ヶ崎市に湘南キャンパスを設けた。2021年（令和3年）4月に東京都足立区花畑で東京あだちキャンパスを開設し、キャンパス毎に異なっていた時間割を統一した。数年後に他キャンパス開設科目の一部を履修可能とするなど学習機会の拡大と充実に向けて、検討を推めている。

### 年表
- 1927年（昭和2年）- 立正裁縫女学校を創立。
- 1928年（昭和3年）- 財団法人立正学園設立、立正女子職業学校開設。
- 1929年（昭和4年）- 立正学園女学校に名称変更。
- 1932年（昭和7年）- 立正学園高等女学校設立。
- 1942年（昭和17年）- 立正女子高等学院設立。
- 1951年（昭和26年）- 財団法人立正学園を学校法人立正学園に改組。
- 1953年（昭和28年）- 立正学園女子短期大学設立、家政科開設。
- 1966年（昭和31年）- 埼玉県越谷市に立正女子大学として設置、家政学部（家政学科）を設置。
- 1968年（昭和33年）- 家政学部に児童学科増設。立正学園女子短期大学を立正女子大学短期大学部と名称変更。
- 1969年（昭和34年）- 教育学部初等教育課程、中等教育課程設置。
- 1970年（昭和35年）- 立正女子大学付属幼稚園開設。
- 1976年（昭和41年）- 人間科学部人間科学科を設置。大学名を文教大学と改称。立正女子大学短期大学部を文教大学女子短期大学部と改称。
- 1977年（昭和42年）- 文教大学を男女共学とする。
- 1980年（昭和55年）- 情報学部広報学科、経営情報学科設置。家政学部を廃止。
- 1983年（昭和58年）- 学校法人立正学園から学校法人文教大学学園へ法人名称を変更。
- 1985年（昭和60年）- 神奈川県茅ヶ崎市に湘南キャンパスを設け、情報学部、女子短期大学部を移転。
- 1986年（昭和61年）- 情報学部に情報システム学科増設。
- 1987年（昭和62年）- 文学部日本語日本文学科、英米語英米文学科、中国語中国文学科設置。
- 1990年（平成2年）- 国際学部国際学科設置。
- 1992年（平成4年）- 文教大学に専攻科教育専攻科教育学専攻設置。
- 1993年（平成5年）- 大学院人間科学研究科修士課程設置。外国人留学生別科設置。
- 1998年（平成10年）- 人間科学部に臨床心理学科増設。教育学部の初等教育課程を学校教育課程と名称変更。
- 1999年（平成11年）- 大学院言語文化研究科修士課程設置。
- 2000年（平成12年）- 大学院人間科学研究科に博士後期課程を設置。国際学部の国際学科を国際コミュニケーション学科と国際関係学科に改組。
- 2003年（平成15年）- 教育学部に心理教育課程を設置。
- 2005年（平成17年）- 大学院情報学研究科修士課程を設置。大学院国際協力学研究科修士課程設置。文教大学学園幼稚園を文教大学付属幼稚園に名称変更。
- 2007年（平成19年）- 大学院教育学研究科修士課程を設置。
- 2008年（平成20年）- 人間科学部に心理学科を増設。国際学部の国際コミュニケーション学科を国際理解学科、国際関係学科を国際観光学科と名称変更。
- 2010年（平成22年）- 健康栄養学部管理栄養学科設置。女子短期大学部を募集停止。
- 2012年（平成24年）- 大学院言語文化研究科に博士後期課程を設置。女子短期大学部廃止。
- 2014年（平成26年）- 経営学部経営学科設置。情報学部の広報学科と経営情報学科を学生募集停止し、情報学部を改組。
- 2015年（平成27年）- 国際協力学研究科を国際学研究科に改組。
- 2016年（平成28年）- 教育学部学校教育課程に英語専修を増設。
- 2017年（平成29年）- 文学部に外国語学科を増設。
- 2020年（令和2年）- 教育学部心理教育課程を「発達教育課程」に改組。
- 2021年（令和3年）- 東京都足立区花畑に東京あだちキャンパスを開校。中核的拠点を目指し、学部の再編を検討している。
- 2025年（令和7年）- 情報学部情報社会学科を再編し、データサイエンス学科を開設予定。

## キャンパス

### 越谷キャンパス（埼玉県越谷市）
北越谷駅から徒歩約10分
- 教育学部、人間科学部、文学部
- 教育学研究科、人間科学研究科、言語文化研究科
- 外国人留学生別科
- 生活科学研究所、教育研究所、臨床相談研究所、言語文化研究所

#### 概要
- キャンパスは元荒川の土手沿いにあり、多くの学生は元荒川に架けられる出津橋を利用する。かつてはシンボルとして時計台の設置された校舎があったが、1996年のキャンパス改装の際に撤去された（2021年4月開設の東京あだちキャンパスには時計台を設置）。
- 3学部とも教職課程を設置しており、サークル活動やボランティア等で近隣の小学校や特別支援学校等の児童との交流も盛んである。また幼稚園教員・保育士・公務員などの就職に向けたガイダンスも行っている。

### 湘南キャンパス（神奈川県茅ヶ崎市）
茅ケ崎駅、湘南台駅から文教大学行き路線バスで約20分
- 情報学部、健康栄養学部
- 情報学研究科
- 湘南総合研究所

#### 概要
- キャンパスはレンガの外壁を擁したしゃれた外観の建物のため、テレビドラマ（『エースをねらえ!』『探偵学園Q』『三毛猫ホームズの推理』『ときめきざかり』『元彼の遺言状』 他）やCM（「ダイハツ・ミラ」ハウス食品「こんがりポテト」他）のロケ地として使われている。

### 東京あだちキャンパス（東京都足立区）
谷塚駅から徒歩約13分、竹ノ塚駅からバス約15分、六町駅からバス約10分 
- 国際学部、経営学部
- 国際協力学研究科

#### 概要
- 2021年4月に既存2キャンパスをつなぐ中核的な拠点を目的に開設された文教大学の最新キャンパスである。2015年に都市再生機構 (UR) 花畑団地跡地約48,800平米に新キャンパス開設構想を発表して2019年4月に着工した。開設に伴い毛長川に架橋する新しい人道橋が設けられ、花畑地区と草加市瀬崎地区の各1文字を取り、東京都と埼玉県を結ぶ地域密着型の橋として、「花瀬橋（はなせばし）」とした[3]。
- 構造：鉄筋コンクリート造、鉄骨造、5階建て。施工：戸田建設株式会社 設計：日本設計[4]。

東京あだちキャンパスの紹介

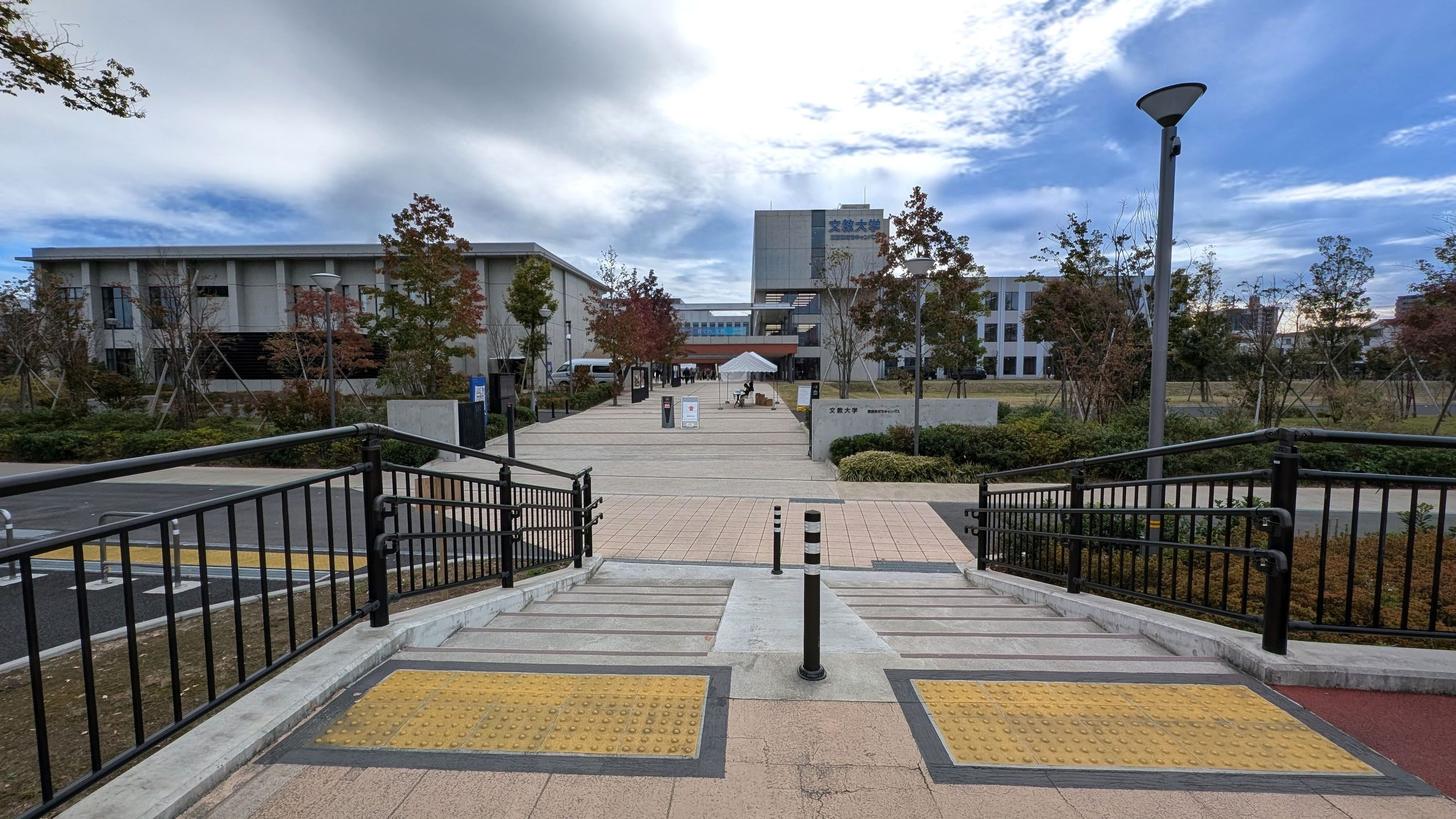
花瀬橋からの撮影
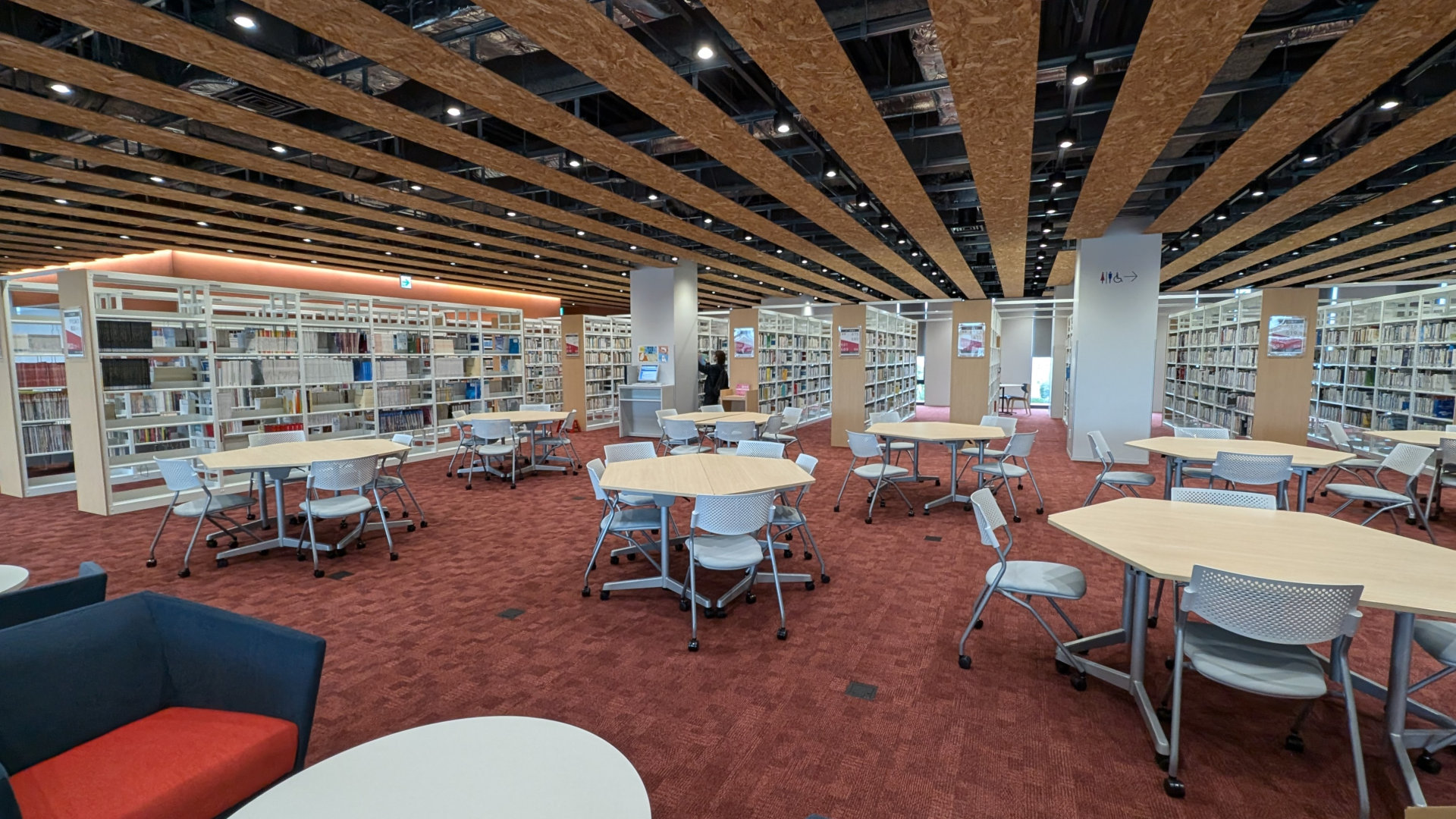
図書館(アクティブ・ラーニング・エリア)
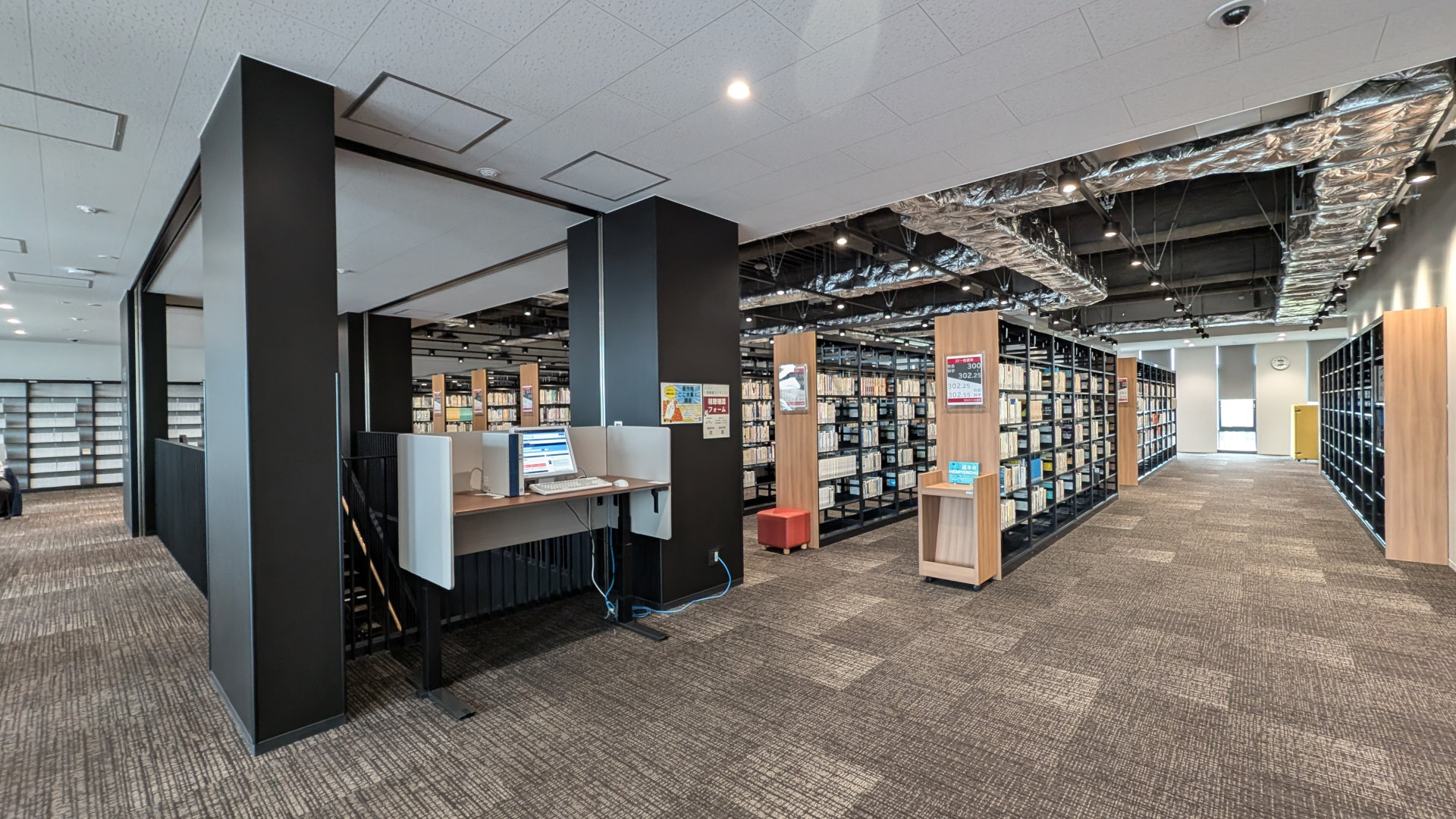
図書館(検索端末付近)
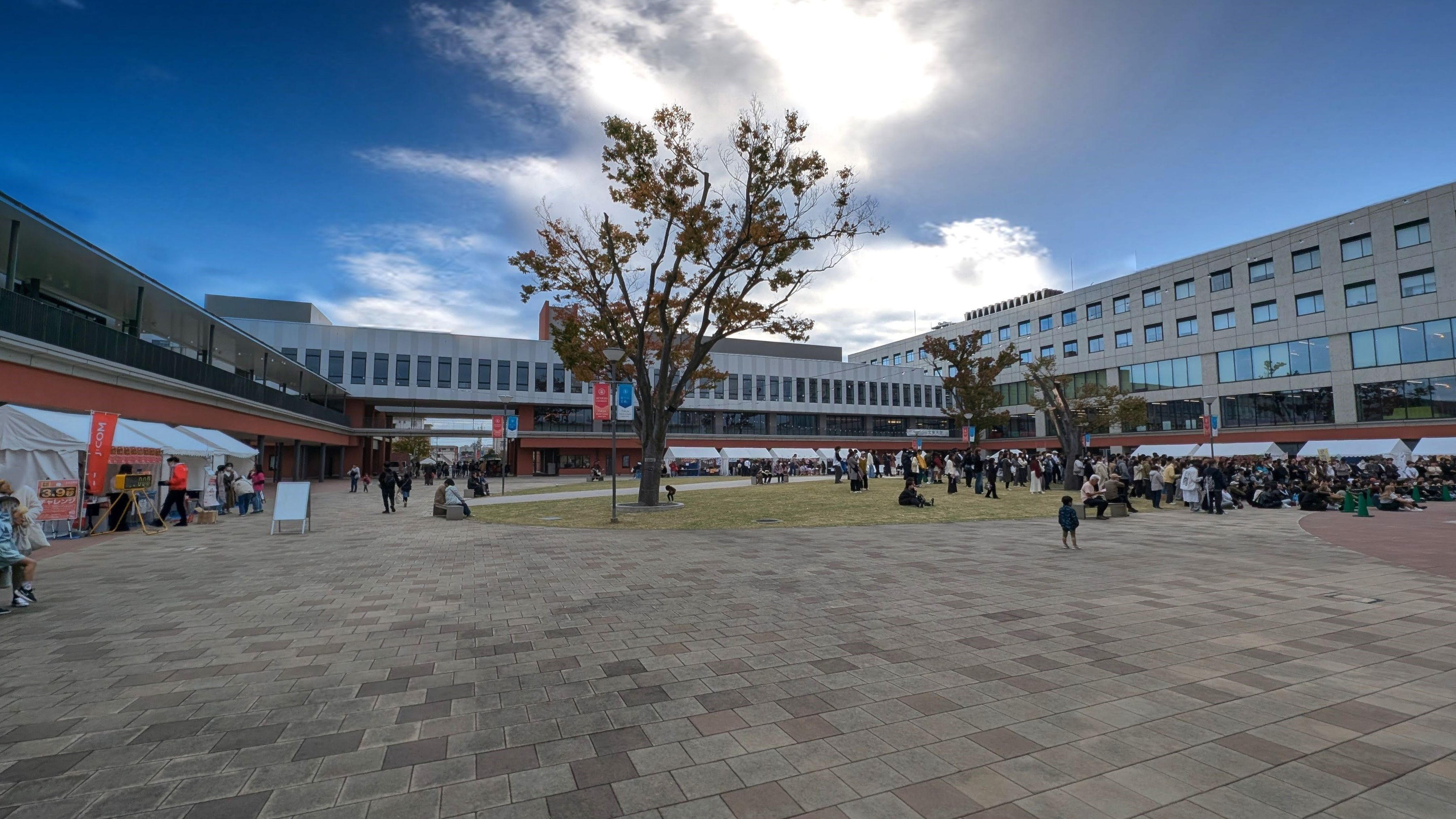
図書館棟(中央)、講義室(右)

## 組織

### 学部
- 教育学部
  - 学校教育課程
    - 国語専修
    - 社会専修
    - 数学専修
    - 理科専修
    - 音楽専修
    - 美術専修
    - 体育専修
    - 家庭専修
    - 英語専修

  - 発達教育課程
    - 特別支援教育専修
    - 初等連携教育専修
    - 児童心理教育専修
    - 幼児心理教育専修
- 人間科学部
  - 人間科学科
    - 社会文化コース
    - 人間教育コース
    - 社会福祉コース
    - スポーツコミュニティーコース

  - 臨床心理学科
    - 教育・発達臨床フィールド
    - 家族・福祉臨床フィールド
    - 医療心理フィールド
    - 犯罪・犯罪被害フィールド
    - 実存・分析心理フィールド
    - 産業心理フィールド

  - 心理学科
    - 心理学コース
    - 健康心理学コース
    - ビジネス心理学コース
- 文学部
  - 日本語日本文学科
    - 日本語学
    - 日本文学（近現代文学）
    - 日本文学（古典文学）
    - 書道
    - 漢文学
    - 国語科教育

  - 英米語英米文学科
    - 英語教育コース
    - 英米文化コース

  - 中国語中国文学科
    - 中国語学・応用中国語コース
    - 中国現代社会・文化コース
    - 中国古典・教養コース

  - 外国語学科
    - 英語キャリアコース
    - グローバルスタディーズコース

- 情報学部
  - 情報システム学科
    - システム開発領域
    - 情報デザイン領域

  - データサイエンス学科　（2025年度開設予定）
    - 計算社会科学領域
    - プロジェクトマネジメント領域

  - 情報社会学科　（2025年度募集停止）
    - コミュニケーション戦略領域
    - プロジェクトマネジメント領域

  - メディア表現学科
    - 放送・映像表現分野
    - 出版・ジャーナリズム分野
    - 広告・広報・SP分野
- 国際学部
  - 国際理解学科
    - 多文化共生科目群
    - 国際社会科目群
    - 英語教育科目群

  - 国際観光学科
    - ホスピタリティビジネス科目群
    - マネジメント科目群
    - 観光プロデュース科目群
- 健康栄養学部
  - 管理栄養学科
    - 栄養教諭コース
    - 健康栄養コース
    - 臨床栄養コース
- 経営学部
  - 経営学科
    - 企業経営領域
    - 公共経営領域
    - 会計領域

### 研究科
- 教育学研究科（修士課程）
  - 学校教育専攻
- 人間科学研究科
  - 人間科学専攻（修士課程）
  - 臨床心理学専攻（博士前期課程・博士後期課程）
- 言語文化研究科（博士前期課程・博士後期課程）
  - 言語文化専攻
- 情報学研究科（修士課程）
  - 情報学専攻
- 国際学研究科（修士課程）
  - 国際学専攻

### 専攻科
- 教育専攻科
  - 教育学専攻

### 別科
- 外国人留学生別科

### 短期大学部
かつて存在した文教大学女子短期大学部は、2012年に廃止された。廃止前に存在した健康栄養学科の流れは、健康栄養学部に引き継がれた。

### 附属機関
- 文教大学図書館
  - 越谷図書館
  - 湘南図書館
- 大学附属研究所
  - 生活科学研究所
  - 教育研究所
  - 湘南総合研究所
- 大学院附属研究所
  - 臨床相談研究所
  - 言語文化研究所
- 生涯学習センター
- 国際交流センター
- 情報センター
- 保健センター
- 入学センター
- 文教大学学園八ヶ岳寮
学校法人文教大学学園が設置する諸学校に共通の学寮

## 教育・研究
- 1969年に私立大学として初の教員養成を目的とする教育学部を開設。私立大学での小・中学校教員採用数は全国トップクラスであり、付属校の文教大学小学校教員採用者数は15年連続で私立大学全国1位の実績を誇っている。
- また教育学部の他情報学部・人間科学部を私立大学として初めて設置するなど、各分野において伝統ある教育が行われている。

## 学生生活
文教大学の課外活動・学生自治については、越谷校舎・湘南校舎の各校舎ごとに学友会（学生自治会）が設けられ、学友会の所轄の下に各種の学生組織を通じて行われている。全般的に、大学事務局の学生課や教員組織の学生委員会との連携関係が強い。
共学化して1990年代初頭までは学生運動があったが、現在は見られない。学友会は、おおむね高等学校などの生徒会を模した上で、学園祭を運営する学園祭実行団体、部活動の自治組織である体育会と文化会を補助機関として設けている。両校舎とも学友会は、学生の意見を取りまとめるだけでなく、授業と連携する行事の実施や卒業アルバムの編集などの事業を行う。

### 部活動・クラブ活動・サークル活動
- 吹奏楽部は、これまで全日本吹奏楽コンクール出場3回による招待演奏を3回達成していたり、全日本アンサンブルコンテストで金賞を何回も受賞している強豪で、全国から部員が集まっている。
- 2007年夏、湘南キャンパスのアカペラサークルCyAN所属の学生と、卒業生であるタレントのイモトアヤコがアカペラバンドを組み、『ハモネプ』に出場した。
- 陸上部では、1988年ソウルオリンピックマラソン代表の浅井えり子を輩出した。

### 学園祭
越谷キャンパスで「藍蓼祭」（あいたでさい）、湘南キャンパスで「聳塔祭」（しょうとうさい）、東京あだちキャンパスで「華叉祭」（はなまたさい）と呼ばれる学園祭を開催している。

### 大学による学生生活支援
- チャレンジ育英制度
  - 学生のチャレンジ精神を涵養することを目的としたもので、2003年度よりスタート
- キャリアアップ奨励金制度 
  - 公認会計士試験や税理士試験、国家公務員総合職試験など難易度が高く合格することが難しい資格・試験に挑戦する意欲的な学生に対して、受験専門学校等の授業料を補助する制度を設けている。近年、公認会計士試験、税理士試験の合格者を毎年一定数輩出するなどしており、初学者かつ低学年で日商簿記検定1級に合格する学生もいる。

## 大学関係者と組織

### 大学関係者一覧
- 文教大学の人物一覧

## 対外関係

### 地方自治体等
- 東京都教育委員会
- 神奈川県教育委員会
- 横浜市教育委員会
- 秋田県[5]
- 長野県[6]
- 独立行政法人国際交流基金
- 東京オリンピック・パラリンピック競技大会組織委員会

### 国内企業・団体
- 第一勧業信用組合との連携協力協定[7]
- 足立成和信用金庫

### 海外大学
- 北京大学（中華人民共和国）[8]
- モナシュ大学（オーストラリア）[8]
- カンタベリー大学（ニュージーランド）
- アーカンソー大学フォートスミス校（英語版）（アメリカ合衆国） - 2009年11月、ハイビジョンテレビ会議実験を行った。
- オレゴン州立大学（アメリカ合衆国）
- コンコーディア大学（英語版）（アメリカ合衆国）
- エドモンズ・コミュニティ・カレッジ（アメリカ合衆国）
- ノッティンガム大学（イギリス）

## 附属学校
- 文教大学付属幼稚園
- 文教大学付属小学校
- 文教大学付属中学校・高等学校

## 関連会社
- 株式会社 文教サービス
- 株式会社 文教センター
  - スポーツスパアスリエを運営